# Poleațite, Varna
Poleațite (în bulgară Поляците) este un sat în comuna Dălgopol, regiunea Varna,  Bulgaria. 

## Demografie
Componența etnică a satului Poleațite
     Turci (97,89%)
     Bulgari (1,98%)
     Nicio identificare (0,11%)
     Altele (0%)
La recensământul din 2011, populația satului Poleațite era de 856 locuitori. Din punct de vedere etnic, majoritatea locuitorilor (97,89%) erau turci, cu o minoritate de bulgari (1,98%). Pentru 0,11% din locuitori nu este cunoscută apartenența etnică.